# Горностай
Горноста́й (лат. Mustela erminea) — хищное млекопитающее семейства куньих.

## Название
Русское «горностай» — общеславянское, восходит к праслав. gornostalь/gornostajь(?), а то, в свою очередь — заимствование из др.-сакс. harmenes tail, буквально: «хвост горностая». 
Тем не менее, согласно М. Ф. Мурьянову, славянское хомѣсто́ръ происходит непосредственно от латинского comestor (вариант chomestor), то есть буквально «обжора», а также, в переносном значении, «нахлебник». Вероятно, в германские языки проникло из латыни независимо.
По мнению Фасмера, этимология праславянского *gornostajь остаётся невыясненной. В частности, он считает этимологию праславянского *gornostajь заимствованием из древневерхненемецкого (др.-в.-нем. harmo + *tagl, «хвост») ошибочной.
В ряде диалектов северного наречия русского языка и диалектах позднего формирования севернорусского типа, распространённых в Поволжье, Урале и Сибири для наименования данного животного употребляется слово «горносталь/горностарь/гоностарь/горносталин», в диалектах со «сладкоязычием», характерных для русскоязычного населения нижней Колымы — «гойнойста́й» (при сладкоязычии фонемы /л/ и /р/, как мягкие, так и твёрдые, произносятся йотировано). В Архангельской области для обозначения горностая используется лексема «езвец/езбик/езвик», чьё основное значение — «барсук». В Шенкурске и деревне Ягрыш (Федьков Починок) для такого обозначения горностая зафиксировано и иносказательное употребление: так называют шустрого человека худого телосложения, всё время находящегося в движении.
В южнославянских диалектах (прежде всего сербохорватских) горностай «смешивается» с лаской в один образ, и таким образом является её разновидностью — так называемой «белой лаской» (сербохорв. бијела ласица, бијелоласица).

## Внешний вид
Горностай — небольшой зверёк типичного куньего облика с длинным гибким телом на коротких ногах (конечности пятипалые), длинной шеей и треугольной головой с небольшими широкими округлыми ушами. Похож на обыкновенную ласку, но несколько больше её по размерам и имеет чёрный окрас распушённого кончика более длинного хвоста. Более схож с длиннохвостой лаской, но мельче её.
Длина тела самца — 19,7—32,5 см, самок — 17-27 см; масса тела — от 70 до 260 г (масса самцов — 111—258 г, самок — 52-180 г). Длина хвоста составляет примерно треть (37-39 %) от длины тела — 6—12 см (а с кончиком — около половины): у самцов длина хвоста — 6,4-12 см, у самок — 3,7-4,76 см. Когти очень острые, но довольно слабые и тонкие. У основания хвоста имеются анальные железы, выделяющие жидкость с неприятным запахом (хотя и менее сильным, чем у хорьков). Нижние стороны кистей и стоп лап летом голые, зимой сплошь покрыты мехом.
Благодаря небольшим размерам и тонкому, гибкому телу, горностай может проникать в узкие проходы.
Череп мелкий, довольно слабый, вытянутый и относительно широкий. Скуловые дуги слабые и тонкие. Бакулюм длиной ≈25 мм, тонкий, спереди загнут кверху под тупым углом. У молодых самцов бакулюм меньше, равно как и изгиб. Когти светлые и острые.
Волосяной покров горностая короткий, пух очень густой и ровный по всей площади шкуры, зимний мех густой и плотный, летний — чуть более редкий (примерно на четверть, для сравнения, у других куньих летний мех редеет на половину). Окрас меха покровительственный: зимой чисто белый (иногда с желтоватым оттенком на брюхе), летом двухцветный — верх тела (спина, бока, верхняя сторона головы, наружные стороны лап, хвост за исключением кончика) буровато-рыжий, низ (брюхо, грудь, горло, тыльные стороны лап, верхние стороны кистей и стоп) желтовато-белый или чисто-белый. Зимний окрас характерен для районов, где минимум 40 дней в году лежит снег. В горах Центральной Азии у некоторых особей зимой белеет лишь низ, в то время как верх остаётся в летнем окрасе. Горностай во время смены сезонной окраски, с отдельными волосками летнего меха на фоне белого зимнего, у охотников-промысловиков называется «бусым». Кончик хвоста чёрный в течение всего года.

## Эволюция и генетика
Ископаемые находки предковых форм известны из позднего плиоцена Западной Европы (Mustela piloerminea Stach) и раннего плейстоцена Северной Америки.
В кариотипе — 43 или 44 хромосомы, число плеч аутосом — 60. Гибриды между ласками и горностаями неизвестны.

## Распространение
Очень распространённый вид в Северном полушарии: обитает в арктической, субарктической и умеренной зонах Евразии и Северной Америки. В Европе он встречается от Скандинавии до Пиренеев и Альп, за исключением Албании, Греции, Болгарии и Турции. В Крыму горностай отсутствует (хотя в голоцене обитал). В Азии его ареал доходит до пустынь Средней Азии, Ирана, Афганистана, Кашмира, Памира, Алтая, Монголии, центрального и северо-восточного Китая и северной Японии (обитает на Хоккайдо и Хонсю). В Северной Америке водится в Канаде, на островах Канадского арктического архипелага, в Гренландии и на севере США (кроме Великих равнин), южная граница проходит по Мэриленду, Великим озёрам, Саскачевану, далее по Кордильерам спускается до севера Нью-Мехико и средней Калифорнии. Также обитает в северной Африке. На территории России проживает почти повсеместно, обычен на европейском севере и в Сибири (не встречаясь лишь в Приханкайской низменности, долин среднего движения Амура и Уссури и прибрежной полосы Приморского края на север до устья Самарги; но включая Сахалин, Шантары, Курилы и остров Карагинский), южная граница ареала в европейской части проходит по нижнему Подонью и дельте Волги, кроме того, существует изолированная популяция на Северном Кавказе.
Северная граница ареала — евразийское и американское побережье Северного океана и Гудзонова залива, а также ряда арктических островов: Новосибирские острова, север и восток Гренландии.
Был неудачно завезён в Новую Зеландию для контроля над популяцией кроликов, где бесконтрольно размножился и превратился во вредителя.

### Подвиды
По сравнению с индивидуальной изменчивостью, географическая изменчивость довольно слабая (в то же индивидуальная значительно выражена). С юга на север наблюдается некоторое увеличение размеров тела, хотя островные горностаи гораздо меньше горностаев с континентальных популяций. Географическая изменчивость качества зимнего меха, окраски летнего меха и размеров тела позволяет выделить множество подвидов. На 1956 год учёные насчитывали порядка 26 подвидов горностая. На территории России по такой классификации обитают 11 подвидов горностая:
- Mustela erminea erminea L., 1758 — северный горностай — номинативный подвид, ареал в России: Кольский полуостров;
- Mustela erminea aestiva Ognev, 1922 — среднерусский горностай, проживает в европейской части России и на Урале;
- Mustela erminea tobolica Jurgenson, 1932 — тобольский горностай, распространён в бассейне Оби и Иртыша, волосяной покров высокий, густой и шелковистый;
- Mustela erminea ognvei Hollister, 1912 — туруханский горностай, распространён на крайнем севере центральной Сибири;
- Mustela erminea lymani Jurgenson, 1938 — алтайский горностай, помимо горного Алтая, вероятно, распространён в Саянах и на юге Красноярского края;
- Mustela erminea naumovi Jurgenson, 1938 — тунгусский горностай, распространён в бассейне Хатанги, Нижней и Подкаменной Тунгуски и на полуострове Таймыр;
- Mustela erminea transbaikalica Ognev, 1928 — забайкальский горностай, помимо Забайкалья также распространён и на Дальнем Востоке;
- Mustela erminea orientalis Ognev, 1928 — колымский горностай, распространён в Якутии и на Чукотке;
- Mustela erminea arctica Merriam, 1896 — камчатский горностай;
- Mustela erminea baturini Ognev, 1929 — шантарский горностай, распространён на Шантарские о-вах;
- Mustela erminea karaginensis Jurgenson, 1936 — карагинский горностай, распространён на Карагинских островах около Камчатки.

По данным на 2001 год, описано более 35 подвидов, из них на территории б. СССР обитают 9, на территории России:
- Mustela erminea erminea L., 1758 — северный горностай;
- Mustela erminea aestiva Kerr, 1792 — русский горностай, проживает в европейской части России за вычетом Кольского полуострова;
- Mustela erminea tobolica Ognev, 1922 — тобольский горностай, распространён в Западной Сибири; наиболее крупный подвид;
- Mustela erminea kanei Baird, 1857 — берингийский горностай, распространён в Восточной и Северо-Восточной Сибири, на Камчатке, острове Карагинском и северных островах Курильской гряды;
- Mustela erminea teberdina Kornejev, 1941 — кавказский горностай, распространён на Большом Кавказе;
- Mustela erminea lymani Hollister, 1912 — алтайский горностай, распространён в Саянах и на Алтае;
- Mustela erminea transbaikalica Ognev, 1928 — забайкальский горностай;
- Mustela erminea baturini Ognev, 1929 — шантарский горностай.
- Систематический статус сахалинских горностаев не определён; горностаи южных Курил, вероятно, относятся к японскому подвиду  — Mustela erminea nippon Cabrera, 1913.

## Образ жизни
Условия местообитания горностая разнообразны. Горностай наиболее многочислен в лесостепных, таёжных и тундровых районах; как и на равнине, так и в горах. Выбор им места обитания определяется обилием основного корма — мелких грызунов. Как правило, горностай предпочитает селиться неподалёку от воды: по берегам и поймам рек и ручьёв, у лесных озёр, по прибрежным лугам, зарослям кустарника и тростника. В глубину лесных массивов заходит редко, в лесах держится старых зарастающих гарей и вырубок, опушек (особенно неподалёку от селений и пашен), также проживает на лесных полях и в болотах; в густых лесах любит приручьевые ельники и ольшатники. В лесостепях проживает в колках с подлеском, на окраинах поросших растительностью водоёмов — болот и озёр. В тундре проживает преимущественно на поросших растительностью берегах водоёмов, также по склонам гор; в степи — также и речных долинах. Обычен в перелесках, по степным оврагам и балкам. На юге своего ареала проживает преимущественно в горных районах, на высоте до 3-4 км. Открытых пространств избегает либо же изредка заходит, например, отсутствует в пустынях. Иногда (особенно в зимнюю и голодную пору) поселяется вблизи человеческого жилья, на полях, в огородах, садах и лесопарках, и даже в населённых пунктах, в том числе на окраинах городов.
Ведёт преимущественно одиночный территориальный образ жизни. Границы индивидуального участка метятся секретом анальных желёз. Размеры участка варьируются, в зависимости от обильности кормовой базы, от 10 до 200 га; у самцов он, как правило, вдвое больше, чем у самок, и пересекается с их участками. Самцы и самки живут раздельно друг от друга и встречаются только во время брачного сезона. По большей части горностай ведёт оседлый образ жизни, но в голодные и малокормные годы горностаи покидают свои участки и переселяются, порой на значительные расстояния. Иногда миграции вызывает и массовое размножение грызунов в соседних районах. В ряде мест присутствует сезонная миграция горностаев.
Поведение горностая различаются в зависимости от времени года, местности, состояния снежного покрова, количества грызунов — потенциальной добычи и т. д. Активен горностай преимущественно в сумеречно-ночные часы, иногда встречается и днём. В выборе убежищ, в том числе выводковых, неприхотлив. Его можно встретить в самых неожиданных местах — например, в стогах сена, скирдах соломы, подвалах зданий, складах, кучах камней, в развалинах покинутых зданий или в брёвнах, сложенных у стены жилого дома. Занимает также дупла деревьев, часто прячется в них при паводке. Нередко горностай занимает норы и гнездовые камеры убитых им грызунов, как например, норы хомяков, сусликов или водяных полёвок, или же расширяя мышиные норы. Свою выводковую нору самка выстилает перьями, шкурками, шерстью убитых животных, реже сухой травой. Самостоятельно горностай нор не роет. Зимой постоянных убежищ не имеет и пользуется случайными укрытиями — под камнями, корнями деревьев, брёвнами. На место днёвки повторно возвращается редко. В поисках добычи обегает большую территорию: общая протяжённость его ночного зимнего наброда достигает 10 и даже 20 км.
Горностай хорошо плавает и лазает, но по существу это специализированный наземный хищник. В его рационе преобладают мышевидные грызуны, но в отличие от своего родича — ласки, питающейся мелкими полёвками, горностай охотится на более крупных грызунов — водяную полёвку, хомяка, бурундука, леммингов и др., а также на зайцеобразных — сеноставок, настигая их в норах и под снегом. Размеры не позволяют ему проникать в норы более мелких грызунов. Самки охотятся в норах чаще, чем самцы. Также горностай добывает грызунов на поверхности земли и среди валежника. Второстепенное значение в рационе горностая имеют птицы и их яйца (зимой, как и грызунов, горностай может находить их и под снегом), а также рыба и землеройки. Ещё реже (при недостатке основных кормов) горностай поедает земноводных, ящериц и насекомых. Проживающие вблизи водоёмов горностаи могут охотиться и на ужей. Способен нападать на животных крупнее себя (глухарей, рябчиков, тетеревов, белых куропаток, зайцев и кроликов). В голодные годы горностай даже поедает отбросы (роется в мусоре), падаль, ягоды или похищает у людей запасы мяса и рыбы. При изобилии пищи горностай устраивает запасы (сначала съедая у убитой жертвы мозг, лишь потом съедая остальную часть туши или стаскивая её в «кладовую»), истребляя больше грызунов, чем может съесть. Добычу убивает, как и другие куньи, — прокусывая череп в затылочной области. Грызунов горностай выслеживает, ориентируясь на запах, насекомых — на звук, рыбу — с помощью зрения. Суточная потребность в мясной пище составляет около 50 г.
Горностай — весьма подвижное и ловкое животное. Его движения быстры, но несколько суетливы. На охоте за сутки он проходит до 15 км (по другим данным — 20 км), зимой — в среднем 3 км. Передвигается прыжками в длину 30-35 см, на снегу до 50 см длиной (а на плотном снегу — до 1,5 м), обеими задними лапами отталкиваясь от поверхности. Поэтому отпечатки задних и передних лап сдваиваются. На рыхлом снегу, помимо отпечатков лап, также остаётся бороздка — след от туловища. Он отлично плавает и легко забирается на деревья, в том числе перемещаясь по кронам. Преследуемый врагом, часто отсиживается на дереве до тех пор, пока опасность не минует.
Обычно молчалив, но в возбуждённом состоянии громко стрекочет, может чирикать, шипеть и даже лаять. Во время игр, привлечения представителей противоположного пола или просто хорошего настроения, горностай гукает — издаёт высокие и гулкие трели, напоминающие стаккато или мурлыканье.
Разыскивая добычу, горностай редко прячется в засадах, предпочитая атаковать «в лоб». Среди приёмов охоты горностая есть и так называемый «боевой танец» — когда не преследует жертву, а производя разнообразные, внешне бессмысленные, акробатические трюки, медленно приближается к недоумевающей жертве на расстояние броска.
Этот мелкий хищник очень смел и кровожаден; при безвыходном положении он рискует бросаться даже на человека. Кроме того, он очень любопытен, и при обходе своего участка нередко появляется на глаза человеку. К естественным врагам горностая относятся рыжая и серая лисицы, куницы, илька, соболь, американский барсук, росомаха, хищные птицы; изредка его ловят домашние кошки. Многие горностаи умирают от заражения паразитической нематодой Skrjabingylus nasicola, поселяющейся в лобных пазухах; её переносчиками являются, очевидно, землеройки. Во время чрезвычайно сильных паводков в поймах больших рек горностаи (как и взрослые, так и детёныши) также могут гибнуть наряду с их кормовой базой, что также касается и при пожарах и высыхании водоёмов. Также горностай погибает и в результате антропогенных факторов, к примеру, будучи раздавленным авто- и железнодорожным транспортом.
В сильные морозы со снегопадом горностай, при наличии запасов, порой отсиживается в своём жилище (вплоть до нескольких дней) или выходит на непродолжительное время. Во второй половине зимы горностай зачастую «залегает», проводя несколько дней под снегом, не выходя наружу. Лишь временами он выходит наружу, оставляя короткий след и вновь уходя под снег. «Залегание» больше всего распространено у горностаев лесостепей Сибири.

## Размножение
Горностай полигамен, размножается один раз в году, весной или в начале лета. Половая активность у самцов продолжается 4 месяца, с середины февраля до начала июня. Беременность у самок с длинной латентной стадией (8—9 месяцев) — эмбрионы не развиваются до марта. Всего она длится 9—10 месяцев, так что детёныши появляются в апреле — мае следующего года. Количество детёнышей в помётах в зависимости от кормовых условий, определяющих физическое состояние самки колеблется от 3 до 18, в среднем 4—9. Занимается ими только самка.
Новорождённые имеют массу 3—4 г при длине тела 32—51 мм, рождаются слепыми, беззубыми, с закрытыми слуховыми проходами и покрытыми редкой белой шерстью. Однако детёныши растут довольно быстро: на 30—41 день они прозревают (по другим данным — на 9-12 день), а в 2—3 месяца по размерам неотличимы от взрослых, и уже покидают нору, хотя первое время выводок держится вместе и охотится близ норы, но вскоре распадается. В конце июня — в июле они уже самостоятельно добывают пищу.
Половой зрелости самки достигают в 2—3 месяца, а самцы лишь на первый год жизни, в возрасте 11—14 месяцев. Молодые, даже ещё слепые и не обросшие шерстью самки (в возрасте 2 — 3 недель, или на 17 день) могут быть продуктивно покрыты взрослыми самцами — уникальный случай среди млекопитающих, способствующий выживанию вида. Половые продукты самцов при этом сохраняются в организме самки до достижения ею половой зрелости.
Средняя продолжительность жизни горностая — 1—2 года, максимальная — 7 лет. Плодовитость и численность популяции горностаев сильно колеблется, резко повышаясь в годы обилия грызунов и катастрофически падая при их вымирании. Популяция таким образом может изменяться в 30-50, а иногда даже в 190 раз.

## Значение для человека
Горностай принадлежит к распространённым хищникам, однако его численность в настоящее время сильно упала за счёт охоты, ухудшения кормовых ресурсов, уничтожения мест обитания и т. п. В России горностай внесён в Красные книги Москвы, Белгородской (несмотря на то, что учёты вида в Белгородчине не проводились, судя по всему, распространён широко, хотя везде в последнее время редок), Ростовской (численность вида на территории Ростовской области доподлинно неизвестна, в последнее время ввиду использования фотоловушек и анализа зимних следов, предполагается, что вид более многочисленный, чем предполагалось ранее), Саратовской (распространён повсеместно, но везде численность низкая) и Ульяновской областей, Дагестана (встречается в низменном Дагестане), Татарстана, Чувашии.
Горностай является объектом промысла (мех используется как отделочный), как правило, добывается капканами, черканами, плашками, кулёмками, опадными самоловами, реже с ружьём и собакой. Особо ценны зимние шкурки горностая. В частности, они шли на мантии монархов. В СССР шкурки горностая, помимо отделки, шли на палантины, пелерины, муфты, короткие пальто-трукары, меховые воротники и шапочки. На свету при долгом хранении горностаевый мех желтеет, поэтому его необходимо хранить в темноте, лучше всего в специальных мешках тёмных цветов.
Также животное приносит пользу лесному и сельскому хозяйству уничтожением мышевидных грызунов, в том числе переносчиков инфекций, опасных для человека. В некоторых районах Сибири и Камчатки горностаев специально держат в амбарах для защиты от грызунов. Также некоторые опытные пчеловоды специально оставляют старые ульи для горностаев, поскольку истребляемые ими грызуны, также наносят вред пчеловодческому хозяйству.
Горностай вполне приручаем.

## Вред естественным экосистемам
Внесён в список самых опасных инвазивных видов по версии Международного союза охраны природы. Горностай был неудачно завезён в Новую Зеландию для контроля над популяцией кроликов; здесь размножился и превратился во вредителя, уничтожающего молодняк и яйца аборигенных птиц — в частности, киви. По достижении веса в 800 г птенцы киви в состоянии защищаться от горностаев.  Предпринимаются попытки отлова горностаев на охраняемых природных территориях в Новой Зеландии.

## Горностай в символике и геральдике
Горностай являлся символом непорочности, а также персонифицированного Осязания (одного из пяти чувств).
Горностай являлся эмблемой (лат. impresa) Анны Бретонской и её дочери Клод Французской — жены Франциска I (1494—1547), потому изображения горностая можно видеть в королевских дворцах Франции, например, в Блуа. Щит с горностаями изображён на современном гербе и флаге Бретани, перейдя на него со знамени герцогов Бретани. Существует легенда, что один из герцогов Бретани Ален Кривая борода (фр. Alain Barbetorte), преследуемый норманнами, был остановлен разлившейся рекой, илистой и грязной. В это время герцог заметил горностая, убегающего от скачущих лошадей и тоже остановленного рекой. У самой воды горностай резко развернулся, предпочитая смерть грязи. Оценив мужество зверька, Ален II крикнул своим соратникам: «Лучше смерть, чем позор!», и воодушевлённые бретонцы повернулись лицом к противнику.
На портрете работы Леонардо да Винчи возлюбленная миланского герцога Людовико Сфорца, Чечилия Галлерани, держит в руках горностая (по другой версии — фретку). С одной стороны он является намёком на фамилию Чечилии, Галлериани (итал. Galleriani), похожую на др.-греч. γαλῆ [гале] (с др.-греч. — «горностай»); с другой — на самого Людовико Сфорца, у которого в одном из гербов присутствовал горностай.

## Горностай в культуре

### Мифология и фольклор
- В славянской мифологии горностай (как и другие куньи и шире все пушные звери) является хтоническим, то есть связанным с землёй животным[48]. Гендерный образ горностая может быть как и мужским, так и женским[49], но чаще он мужской[50]. Так, во многих свадебных песнях горностай олицетворяет жениха[51]. Примером же женского образа горностая являются сказы об ивановских ткачах. Их персонажем может быть «горностайка» женского пола, занимающаяся прядением (у южных славян подобную роль занимает ласка, а у восточных — главным образом куница) и мотает в клубки серебряную пряжу. Горностайка просит главного героя/героиню сказа помочь ей распутать её пряжу и поставить на шпульки, за что в благодарность дарит волшебную пряжу, помогающую ему/ей при тканье[52].
- В горностая оборачивался былинный богатырь Вольга Святославич, обладавший способностями к оборотничеству. Также в горностая в былине про князя Скопина-Шуйского оборачивался «московский князь Микитушка Романович»[53].
- «Баюшки-баюшки, скакали горностаюшки» — русская народная колыбельная.
- В северорусском похоронном причитании, записанном в Олонецкой губернии, горностай является олицетворением души умершего:

Покажись, приди, надежная головушка,

Хоть с-под кустышка приди да серым заюшком,

Из-под камышка явись да горностаюшком…

Кроме того, в той же губернии с душой кого-либо ассоциировался и живой увиденный горностай.
- Согласно некоторым русским поверьям, подземные клады выходят из земли в виде различных белых животных, в том числе обращаясь в горностаев[54].
- Горностай-девица (коми Чужмар-ныв) — персонаж эпических песен коми, одна из т.н. лесных жён. Песни о Горностай-девице довольно позднего происхождения, имеют балладную структуру. Существуют три самых распространённых сюжета о ней: о её местообитании, являющимся типичным северным пейзажем; о диалоге между ней и некой Турин-девицей; и между ней и её женихом, бывалым и удачливым охотником[55][56]. Схожий образ содержится и в предании о венгерском князе Гезе, женившимся на девушке по имени Шаролта, чьё имя означает «белый горностай»[57][58].
- Вообще, в представлениях коми-зырян горностай считался животным, способным изгонять болезни. В частности, привязывали на шею заболевшим собакам, а высушенное мясо отдавали на корм больным лошадям. Тушку горностая вешали над косяками дверей, посередине потолка или на косяке окна, у которого устраивался ночлег, опять же, для изгнания болезней. По-видимому, «целебные» свойства горностаевого мяса в мифологии коми связано с неприятным запахом животного. В житии миссионера Стефана Пермского описано, что шкурки горностая приносились в жертву богу Ену[55]. Также горностай в мифологии коми несёт в себе солярную символику: так, в одной из песен о Горностай-девице указано, что дно её ведра является солнечным диском[56].

### Мультипликация
- Я — горностай (англ. I am Weasel) — мультсериал 1997—1999 гг., выходивший на телеканале Cartoon Network.

### Антропонимика
Название данного животного использовалось на Руси в качестве прозвище и т.н. «некалендарного имени», т.е. не содержавшиеся в месяцесловах, святцах и не связанные с днём почитания того или иного святого. Данное прозвище/имя фиксируется в документах, в частности, одним из наиболее ранних зафиксированных носителей является новгородский холоп Горностай, упоминаемый за 1495 г. От них происходит современная русская фамилия Горностаев, одним из первых носителей которых, арзамасский помещик Любим Горностаев, фиксируется в записи за 1610 г.

### Идиоматика
В Архангелогородчине устойчивое выражение «бегать [за кем-нибудь] как горносталько» применяется к человеку, настойчиво следующего за кем-либо, преследующего кого-либо.